# Shelejove
Shelekhove  (ucraniano: Шелехове) es una localidad del Raión de Podilsk en el Óblast de Odesa de Ucrania. Según el censo de 2001, tiene una población de 693 habitantes.